# Скаржинський Михайло Михайлович
Миха́йло Миха́йлович Скаржи́нський (1740—1804) — представник давнього українського козацького роду Скаржинських.
Старший син Михайла Скаржинського та Марії Скаржинської (Д'яковської).
У 1765 році був обраний і призначений сотником Лубенської Другої сотні, в якій прослужив до 1773 року. Мав чин бунчукового товариша, згодом — майора.
З 1798 року — маршалок Лубенського повіту Малоросійської губернії Російської імперії.
Був неодружений, по своїй смерті нащадків не залишив.